# Jürgen Wirth
Pour les articles homonymes, voir Wirth.
Jürgen Wirth, né le 20 juin 1965 à Großbreitenbach, est un biathlète est-allemand. Il est champion du monde de relais en 1987 et participant aux Jeux olympiques d'hiver de 1988.

## Biographie
Il obtient son meilleur résultat individuel dans la Coupe du monde en 1987 au sprint de Ruhpolding avec une quatrième place, juste avant de devenir champion du monde de relais à Lake Placid, avec Frank-Peter Rötsch, Matthias Jacob et André Sehmisch.

## Palmarès

### Jeux olympiques d'hiver
| Épreuve / Édition | Individuel | Sprint | Relais |
| ----------------- | ---------- | ------ | ------ |
| JO 1988 Calgary   | 16e        | -      | 5e     |

### Championnats du monde
- Championnats du monde de 1986 à Holmenkollen (Norvège) :
  -  Médaille d'argent au relais 4 × 7,5 km.
- Championnats du monde de 1987 à Lake Placid (États-Unis) :
  -  Médaille d'or au relais 4 × 7,5 km.

### Coupe du monde
- Meilleur résultat individuel : 4e.
- 4 victoires en relais.

### Championnats du monde junior
- Médaille d'or en relais en 1983.
- Médaille d'argent de l'individuel en 1983.